# 利特維諾維奇
51°24′57″N 33°40′6″E / 51.41583°N 33.66833°E
利特維諾維奇（烏克蘭語：Литвиновичі）是位於烏克蘭東北部的村莊，由蘇梅州科諾托普區的克羅萊韋茨市鎮負責管轄。該村處於克列文河右岸，分別距離沃爾戈德1.5公里、安托尼夫卡3公里和卡明4公里，海拔高度146米，2001年人口652。